# Bisdom Anagni-Alatri
Het bisdom Anagni-Alatri (Latijn: Dioecesis Anagnina-Alatrina; Italiaans: Diocesi di Anagni-Alatri) is een in Italië gelegen rooms-katholiek bisdom met zetel in de stad Anagni in de regio Lazio. Het bisdom staat als immediatum onder rechtstreeks gezag van de Heilige Stoel in Rome.

## Geschiedenis
Het bisdom Anagni werd in de 5e eeuw opgericht. De eerste melding van een bisdom in Anagni was de aanwezigheid van bisschop Felix van Anagni op de synode van 487. Bisschop Fortunatus was vervolgens aanwezig bij de synode van 499. Het bisdom Alatri werd op 30 september 1986 samengevoegd met Anagni tot het huidige bisdom Anagni-Alatri. In 2002 werd een deel van het gebied van de Territoriale Abdij van Subiaco toegevoegd aan het bisdom Anagni-Alatri.
Bisschop Stefanus van Anagni werd in 896 paus onder de naam Stefanus VI. Ook vier inwoners van het bisdom werden paus, allen aan elkaar verwant, namelijk Innocentius III (1198-1216), Gregorius IX (1227–41), Alexander IV (1254–61), en Bonifatius VIII (1294-1303).
In de kathedraal van Anagni is een kapel opgedragen aan Thomas Becket, aartsbisschop van Canterbury die als martelaar helig werd verklaard. Thomas Becket was na zijn vlucht uit Engeland in Anagni geweest.

## Bisschoppen van Anagni-Alatri
- 7 december 1987 - 6 maart 1999: Luigi Belloli
- 6 maart 1999 - 28 juni 2002: Francesco Lambiasi
- 28 juni 2002 - heden: Lorenzo Loppa

## Galerij

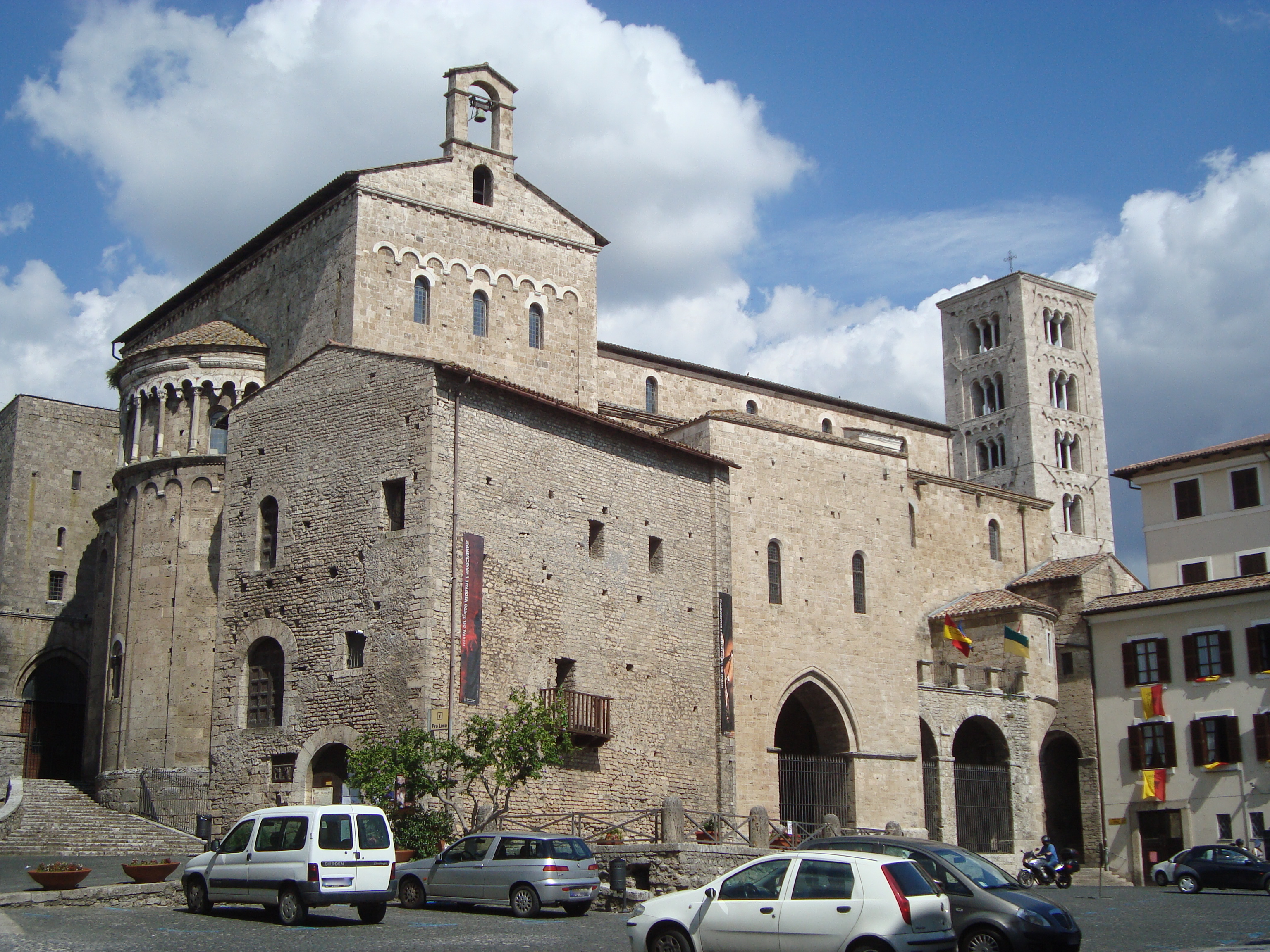
Kathedraal van Anagni
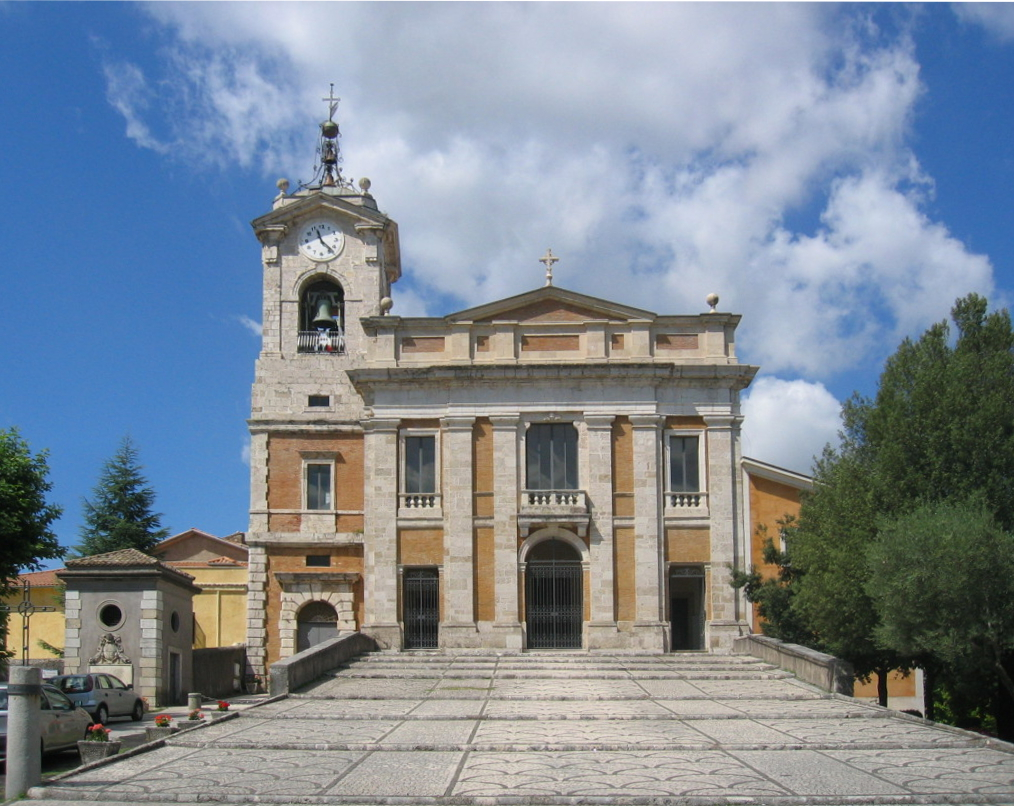
Cokathedraal van Alatri